# Skoki narciarskie na Zimowych Igrzyskach Olimpijskich 2010 – konkurs drużynowy
Drużynowy konkurs skoków narciarskich na dużej skoczni podczas Zimowych Igrzysk Olimpijskich 2010 został rozegrany 22 lutego na skoczni Whistler Olympic Park w Whistler. Był to siódmy w historii konkurs drużynowy. Konkurs ten jest rozgrywany od Igrzysk Olimpijskich w Calgary w 1988 roku.
Faworytami do zdobycia złotego medalu byli Austriacy. W rozgrywanym wcześniej na tym obiekcie turnieju indywidualnym czterej reprezentanci Austrii uplasowali się na miejscach w pierwszej 10. Zajmując miejsca 3. 4. 5. i 10. Oprócz Austrii nie było reprezentacji, która w konkursie indywidualnym miała komplet zawodników w pierwszej 20. (Norwegów i Polaków był 3 pozostałych reprezentantów 2 lub mniej). W konkursie drużynowym nie wystąpili Szwajcarzy, ze złotym medalistą Simonem Ammanem, gdyż do Kanady pojechało tylko dwóch reprezentantów tego kraju. W reprezentacji Finlandii nie wystąpił z powodu kontuzji 4. w konkursie na skoczni normalnej Janne Ahonen
Mistrzami olimpijskimi została reprezentacja Austrii tym samym obronili tytuł sprzed czterech lat, srebrnymi medalistami została ekipa niemiecka, zaś Norwegowie zdobyli brąz. Reprezentacja Austrii wygrała po raz drugi w historii turniej drużynowy na Zimowych Igrzyskach Olimpijskich. Poprzedni tryumf miał miejsce 4 lata wcześniej w Turynie. Reprezentacja Niemiec, która zdobyła srebrny medal na poprzednich Igrzyskach zdobyła 4 miejsce. Natomiast Norwegia podobnie jak na poprzednich Igrzyskach zdobyła medal brązowy. Srebrny medal reprezentacji Niemiec spowodował wyrównanie dorobku medalowego reprezentacji Finlandii oraz współprowadzenie w klasyfikacji wszech czasów konkursu drużynowego Igrzysk Olimpijskich.

## Wyniki
| Pozycja | Nr | Zawodnicy                                                                  | Kraj | Runda 1 Odległość (m)   | Seria 1 Punkty                | Seria 1 Miejsce | Seria Finałowa Odległość (m) | Seria Finałowa Punkty          | Uwagi |
| ------- | -- | -------------------------------------------------------------------------- | ---- | ----------------------- | ----------------------------- | --------------- | ---------------------------- | ------------------------------ | ----- |
|         | 12 | Wolfgang Loitzl Andreas Kofler Thomas Morgenstern Gregor Schlierenzauer    | AUT  | 138,0 132,0 135,5 140,5 | 547,3 140,4 126,1 135,9 144,9 | 1.              | 138,5 142,0 135,0 146,5      | 1107,9 141,8 138,6 135,0 145,2 | Q     |
|         | 11 | Michael Neumayer Andreas Wank Martin Schmitt Michael Uhrmann               | GER  | 137,0 128,5 128,0 135,0 | 509,3 135,6 120,3 119,9 133,5 | 2.              | 136,5 139,0 122,0 140,0      | 1035,8 134,7 141,7 106,6 143,5 | Q     |
|         | 10 | Anders Bardal Tom Hilde Johan Remen Evensen Anders Jacobsen                | NOR  | 128,0 127,5 131,5 138,0 | 504,0 118,4 118,5 126,7 140,4 | 3.              | 127,0 139,0 129,5 140,5      | 1030,3 117,1 141,7 122,1 145,4 | Q     |
| 4       | 9  | Matti Hautamäki Janne Happonen Kalle Keituri Harri Olli                    | FIN  | 133,5 128,5 123,0 134,0 | 490,2 129,8 120,3 108,4 131,7 | 4.              | 130,0 139,0 132,0 134,5      | 1014,6 123,5 142,2 126,6 132,1 | Q     |
| 5       | 6  | Daiki Itō Taku Takeuchi Shōhei Tochimoto Noriaki Kasai                     | JPN  | 129,5 125,5 128,0 133,5 | 484,7 122,1 113,4 118,4 130,8 | 5.              | 133,5 129,5 132,0 140,0      | 1007,7 130,8 122,1 126,6 143,5 | Q     |
| 6       | 8  | Stefan Hula Łukasz Rutkowski Kamil Stoch Adam Małysz                       | POL  | 129,0 123,0 126,5 136,5 | 484,0 122,2 108,4 116,2 137,2 | 6.              | 127,5 127,5 134,5 139,5      | 996,7 118,5 132,6 143,1        | Q     |
| 7       | 5  | Antonín Hájek Roman Koudelka Lukáš Hlava Jakub Janda                       | CZE  | 129,0 131,0 125,0 128,0 | 477,4 121,2 124,3 112,5 119,4 | 7.              | 135,0 135,5 126,0 129,0      | 981,8 134,0 134,4 114,3 121,7  | Q     |
| 8       | 7  | Primož Pikl Mitja Mežnar Peter Prevc Robert Kranjec                        | SLO  | 124,0 126,5 132,0 129,0 | 472,2 109,2 114,7 127,1 121,2 | 8.              | 119,5 131,0 127,5 139,0      | 958,8 102,1 124,3 118,0 142,2  | Q     |
| 9       | 3  | Vincent Descombes Sevoie David Lazzaroni Alexandre Mabboux Emmanuel Chedal | FRA  | 125,0 108,5 127,5       | 419,8 111,0 112,0 78,8 118,0  | 9.              |                              |                                |       |
| 10      | 4  | Pawieł Karielin Dienis Korniłow Ilja Roslakow Dmitrij Ipatow               | RUS  | 114,5 129,5 119,5 118,5 | 414,1 90,6 121,2 101,1 100,3  | 10.             |                              |                                |       |
| 11      | 2  | Anders Johnson Peter Frenette Taylor Fletcher Nicholas Alexander           | USA  | 115,5 124,5 88,5 119,0  | 340,0 92,4 111,1 36,3 100,2   | 11.             |                              |                                |       |
| 12      | 1  | Mackenzie Boyd-Clowes Trevor Morrice Eric Mitchell Stefan Read             | CAN  | 105,0 101,0 102,0 114,0 | 294,6 72,0 64,8 66,6 91,2     | 12.             |                              |                                |       |